# Val Masino
Val Masino est une commune de la province de Sondrio, dans la région Lombardie, en Italie.

## Administration
| Période                                  | Période  | Identité     | Étiquette | Qualité |
| ---------------------------------------- | -------- | ------------ | --------- | ------- |
| 14 juin 2004                             | En cours | Ezio Palleni |           |         |
| Les données manquantes sont à compléter. |          |              |           |         |

### Hameaux
Bagni del Masino, Cataeggio, Filorera, San Martino.

### Communes limitrophes
Ardenno, Buglio in Monte, Chiesa in Valmalenco, Civo, Novate Mezzola.

## Sports
Le village de Filorera accueille le Trophée Kima en août depuis 1995.